# Danh sách đĩa đơn quán quân Hot 100 năm 1965 (Mỹ)
| Đĩa đơn | Album |
| --- | --- |
| - The Beatles: I Feel Fine - 3 Tuần (26.12.1964 - 9.01.1965) - The Supremes: Come See About Me - 1 Tuần (16.01, tổng cộng 2 tuần) - Petula Clark: Downtown - 2 Tuần (23.01 - 30.01) - Righteous Brothers: You’ve Lost That Lovin’ Feelin’ - 2 Tuần (6.02 - 13.02) - Gary Lewis & the Playboys: This Diamond Ring - 2 Tuần (20.02 - 27.02) - The Temptations: My Girl - 1 Tuần (6.3) - The Beatles: Eight Days a Week - 2 Tuần (13.3 - 20.3) - The Supremes: Stop! In the Name of Love - 2 Tuần (27.3 - 3.4) - Freddie & the Dreamers: I'm Telling You Now - 2 Tuần (10.4 - 17.4) - Wayne Fontana & the Mindbenders: Game of Love - 1 Tuần (24.4) - Herman's Hermits: Mrs. Brown You've Got a Lovely Daughter - 3 Tuần (1.5 - 15.5) - The Beatles: Ticket to Ride - 1 Tuần (22.5) - The Beach Boys: Help Me, Rhonda - 2 Tuần (29.5 - 5.6) - The Supremes: Back in My Arms Again - 1 Tuần (12.6) - Four Tops: I Can't Help Myself - 2 Tuần (19.6 und 3.7) - The Byrds: Mr. Tambourine Man - 1 Tuần (26.7) - The Rolling Stones: (I Can't Get No) Satisfaction - 4 Tuần (10.7 - 31.7) - Herman's Hermits: I'm Henry VIII, I Am - 1 Tuần (7.8) - Sonny & Cher: I Got You Babe - 3 Tuần (14.8 - 28.8) - The Beatles: Help! - 3 Tuần (4.9 - 18.9) - Barry McGuire: Eve of Destruction - 1 Tuần (25.9) - The McCoys: Hang on Sloopy - 1 Tuần (2.10) - The Beatles: Yesterday - 4 Tuần (9.10 - 30.10) - The Rolling Stones: Get off of My Cloud - 2 Tuần (6.11 - 13.11) - The Supremes: I Hear a Symphony - 2 Tuần (20.11 - 27.11) - The Byrds: Turn! Turn! Turn! (To Everything There Is a Season) - 3 Tuần (4.12 - 18.12) - The Dave Clark Five: Over and Over - 1 Tuần (25.12.1965) | - The Beach Boys - Beach Boys Concert - 4 Tuần (5.12.1964 - 1.01.1965) - Elvis Presley - Roustabout - 1 Tuần (2.01 - 8.01) - The Beatles - Beatles '65 - 9 Tuần (9.01 - 12.3) - Soundtrack - Mary Poppins - 1 Tuần (13.3 - 19.3, tổng cộng 14 tuần) - Soundtrack - Goldfinger - 3 Tuần (20.3 - 9.4) - Soundtrack - Mary Poppins - 13 Tuần (10.4 - 9.7, tổng cộng 14 tuần) - The Beatles - Beatles VI - 6 Tuần (10.7 - 20.8) - The Rolling Stones - Out of Our Heads - 3 Tuần (21.8 - 10.9) - The Beatles - Help! - 9 Tuần (11.9 - 12.11) - Soundtrack - The Sound of Music - 2 Tuần (13.11 - 26.11) - Herb Alpert's Tijuana Brass - Whipped Cream and Other Delights - 6 Tuần (27.11 1965 - 7.01.1966, tổng cộng 8 tuần) |